# 엔소 트로세로
엔소 엑토르 트로세로(스페인어: Enzo Héctor Trossero, 1953년 5월 23일, 산타 페 주 에스메랄다 ~)는 "바이킹"(El Vikingo)이라는 별칭으로도 알려진 아르헨티나의 전 축구 선수이자 감독이다.

## 클럽 경력
그는 아르헨티나 하위권의 벨그라노에서 축구를 시작했고, 이후 콜론으로 이적했고, 1975년에 전성기를 보낼 인데펜디엔테에 입성했다. 그는 이 구단 소속으로 1975년부터 1986년까지 활동했는데, 중간에 1979년부터 1981년까지 프랑스의 낭트로 임대되기도 했다. 이 시기, 그는 아르헨티나 리그를 3번(1977, 1978, 1983) 우승했고, 코파 리베르타도레스를 1번(1984), 그리고 인터콘티넨털컵을 1번(1984) 우승했다. 그는 인데펜디엔테 창단 90주년 행사에서 구단 최고의 수비수로 꼽혔다.

## 국가대표팀 경력
그는 공격력을 탑재한 수비수로, 인데펜디엔테 경기에 308번 출전해 55번 골망을 흔들었다. 그는 스페인에서 열린 1982년 월드컵에서 아르헨티나 국가대표팀 일원으로 참가했지만, 한 경기도 출전하지 못했다. 그는 1986년 월드컵 예선전 경기에 출전했지만, 본선에는 차출되지 못했다.

## 감독 경력
감독이 된 트로세로는 우라칸, 타예레스, 그의 친정 아베야네다의 인데펜디엔테를 지도했다. 해외 무대로도 진출해 스위스에서는 시옹을 이끌고 리그를 우승했고, 스위스 국가대표팀 감독직도 역임했다. 그는 과테말라의 무니시팔을 지도해 코파 인테르클루베스를 우승하고 5회 연속 리그 정상에 올랐다. 2009년 11월 4일, 고도이 크루스는 디에고 코카 감독의 후임 감독으로 사우디아라비아의 알 샤바브를 떠난 지 얼마 되지 않은 트로세로를 감독으로 선임했다. 2009년 12월 29일, 고도이 크루스 이사진은 6경기 만에 3무 3패로 성적 부진을 이유로 그를 경질했다. 트로세로 감독의 후임으로 그의 수석 코치였던 다니엘 온드라가 맡았지만, 같은 기간 구단은 힘나시아 라플라타의 레오나르도 마델론 감독과 협상을 진행했다.

## 수상
인데펜디엔테
- 전국 리그: 1977, 1978
- 시 리그: 1983
- 코파 인테라메리카나: 1976
- 코파 리베르타도레스: 1984
- 인터콘티넨털컵: 1984

낭트
- 리그 1: 1980